# 3D Maze
3D Maze é um jogo eletrônico criado pela IJK Software para o BBC Micro em 1982 e portado para o Acorn Electron em 1983. O computador configura os labirintos lógicos e, em seguida, ele mostra o modo de exibição do labirinto em 3D.